# Kloster St. Maria und Gertrud

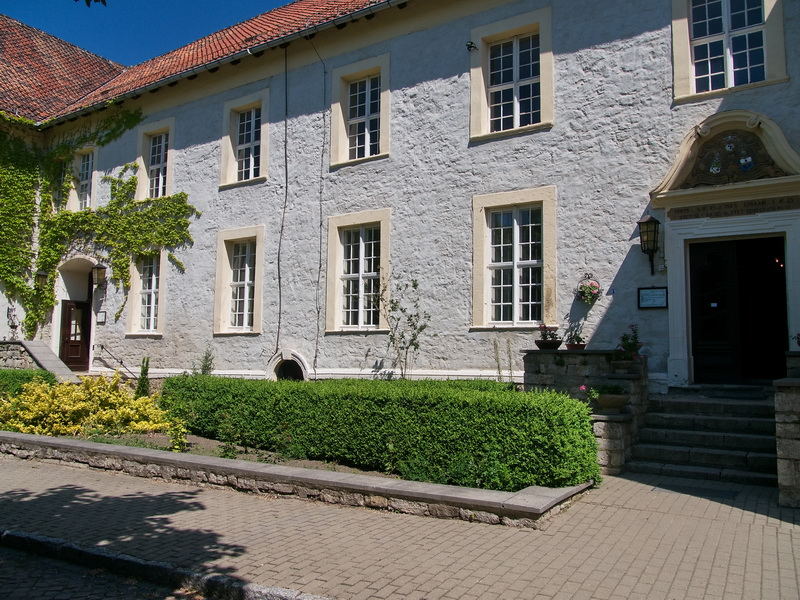
Kloster St. Maria und Gertrud, Portale im Hauptgebäude, Südflügel der Klausur, 2012

Das Kloster St. Maria und Gertrud war ein Zisterzienserinnen-Kloster in Hedersleben in Sachsen-Anhalt, das von 1253 bis 1810 bestand. Die denkmalgeschützte Klosteranlage wird auch schlicht als Kloster Hedersleben bezeichnet und als Veranstaltungszentrum, katholische Pfarrei und Bildungswerk genutzt. In den Gebäuden bestehen auch Übernachtungsmöglichkeiten.

## Lage
Es befindet sich an der Westseite des Dorfes Hedersleben in der Selkeniederung an der Adresse Klosterstraße 1, 2, Mühlenstraße 1, 2.

## Geschichte

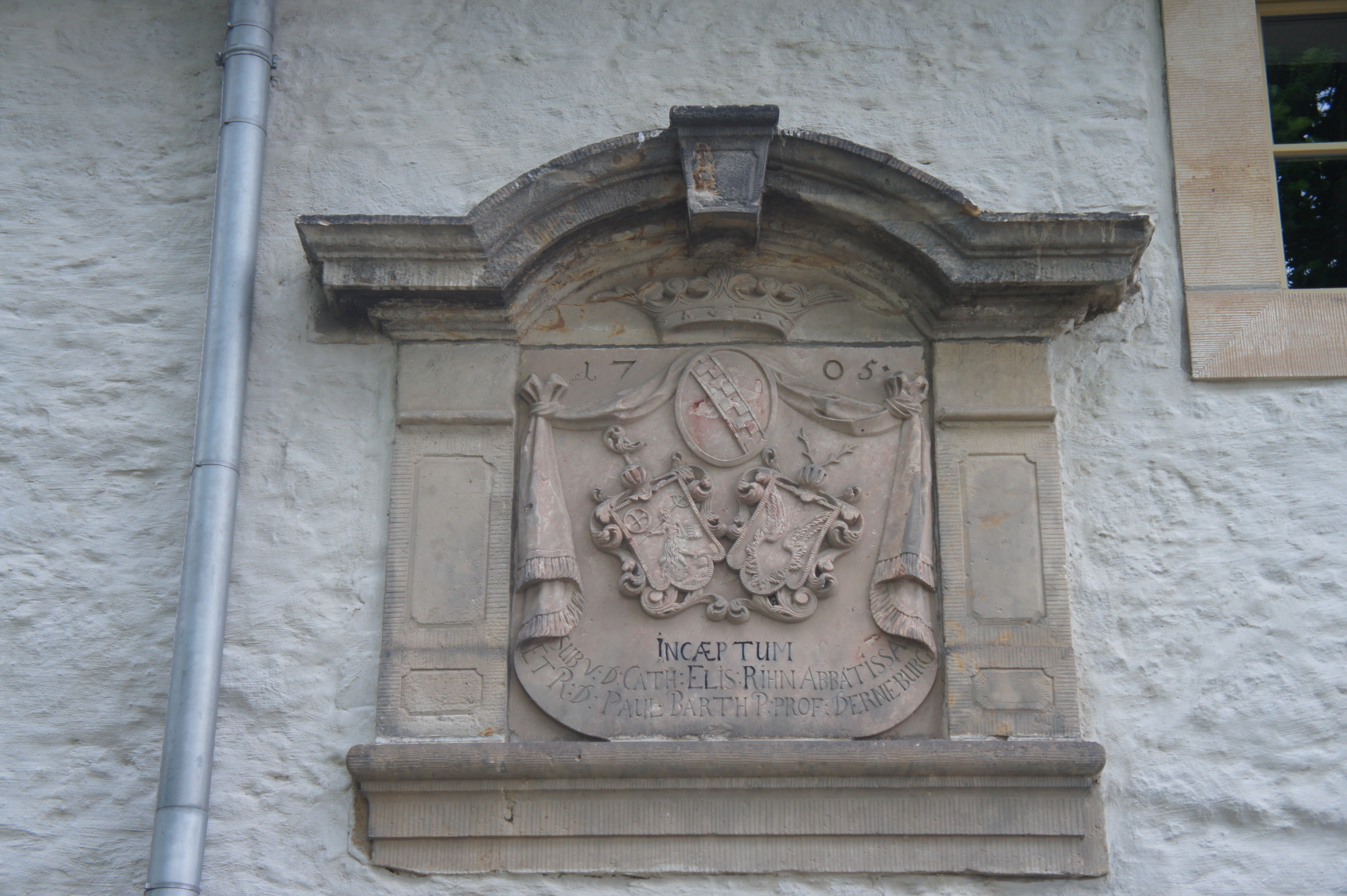
Wappentafel von 1705

Das Zisterzienserinnenkloster wurde im Jahr 1253 von den Brüdern Albert und Ludwig von Hakeborn begründet. Die heutige Bausubstanz stammt jedoch ganz überwiegend aus dem 18. Jahrhundert ab 1705.
Sofort wurde ein Konvent errichtet, zwölf weitere Nonnen aus dem Kloster Helfta bezogen das Kloster Hedersleben im Jahr 1262. Erste Äbtissin war Gertrud von Hackeborn aus Helfta, nach anderer Quelle die Konventualin Kunigunde. 1264 bekam das Kloster die Pfarrkirche in Badersleben mit allen dazugehörigen Rechten von den Herren von Hakeborn als Schenkung.
Auch in der Reformation hielt der Zisterzienserinnenkonvent unter der Leitung seiner 13. Äbtissin Margarete von Hoym am katholischen Glauben fest, sodass das Kloster und die Kirche auch nach dem Westfälischen Frieden katholisch blieben. Allerdings wurde die Klosterkirche ab 1565 von beiden Konfessionen genutzt, was zu Spannungen führte. 1713/14 mussten die Zisterzienserinnen auf dem Klostergelände die evangelische Trinitatiskirche errichten.
In der Franzosenzeit wurde das Kloster durch ein Dekret der Regierung des Königreiches Westphalen vom 16. September 1810 säkularisiert. Kurz vor der Auflösung des Klosters war die letzte Äbtissin des Klosters, Maria Theodora Meinong, verstorben. Der Konvent bestand damals aus 16 Ordensschwestern. Das Klostergut mit rund 1780 Morgen Landbesitz sowie die Klostermühle erwarben im Januar 1811 die Bankiers Süssmann Heinemann und Israel Jacobson, verkauften es jedoch bereits im Folgemonat an den Oberamtmann und Gutsbesitzer Johann-Matthias Heyne aus Kloster Gröningen. Im Kaufvertrag wurde festgelegt, dass die Kirche als katholische Kirche erhalten bleibt. In den Jahren 1854/55 starben die letzten beiden Zisterzienserinnen.
Durch die Separation wurde das Gelände des Klosters verkleinert.
Im Jahr 1945 kam es zu Zerstörungen im Bereich des Wirtschaftshofes des Klosters. Während der Bodenreform wurden die Nachkommen Heynes 1945 enteignet. In der Zeit der DDR war auf dem Klosterareal von 1950 bis 1977 die Schule des Orts untergebracht. Die Ställe und das Land wurde von einer LPG genutzt. Nach der friedlichen Revolution in der DDR wurde die politische Gemeinde Hedersleben Eigentümer des Klosters. Sie verpachtete das Areal zu einem symbolische Preis an den Verein „Internationales Zentrum für Innovation, Qualifizierung und Gewerbeförderung e.V.“ Es erfolgten umfangreiche Sanierungen der Gebäudesubstanz und eine Nutzung für Tagungen, Schulungen und Seminare. Im Jahr 2014 erwarben Nachkommen der Familie Heyne und weitere Partner das Kloster. Die öffentliche Nutzung wurde jedoch fortgesetzt.

### Katholische Pfarrei Hedersleben
Die dem Kloster inkorporierte Pfarrei blieb auch über die 1810 erfolgte Säkularisation des Klosters hinaus weiter bestehen, wurde aber von der Regierung des Königreiches Westphalen 1812 aufgelöst.
Erst 1841 ließ die Regierung des Königreiches Preußen die Wiederbegründung der Pfarrei Hedersleben zu. 1848 wurde die Tochtergemeinde Quedlinburg aus der Pfarrei Hedersleben ausgegliedert, 1858 wurde Quedlinburg zur selbstständigen Pfarrei erhoben.
Konrad Martin, Bischof des Bistums Paderborn, zu dem Hedersleben damals gehörte, führte für die Provinz Sachsen die Dekanatsverfassung ein. Er errichtete am 23. April 1867 im Bischöflichen Kommissariat das Dekanat Halberstadt, zu dem Hedersleben bis heute gehört. Am 8. Juli 1994 wurde das Bistum Magdeburg gegründet, dem Hedersleben seitdem angehört. 
Die Pfarrei Hedersleben gehörte zu dem am 1. März 2006 errichteten Gemeindeverbund Quedlinburg–Hedersleben–Thale. Damals gehörten rund 310 Katholiken zur Pfarrei Hedersleben. Aus dem Gemeindeverbund entstand am 2. Mai 2010 die heutige Pfarrei „St. Mathilde“ mit Sitz in Quedlinburg, zu der die St.-Gertrud-Kirche in Hedersleben als Filialkirche gehört. Die Pfarrei Hedersleben wurde in diesem Zusammenhang aufgehoben.

## Architektur

### Klausur

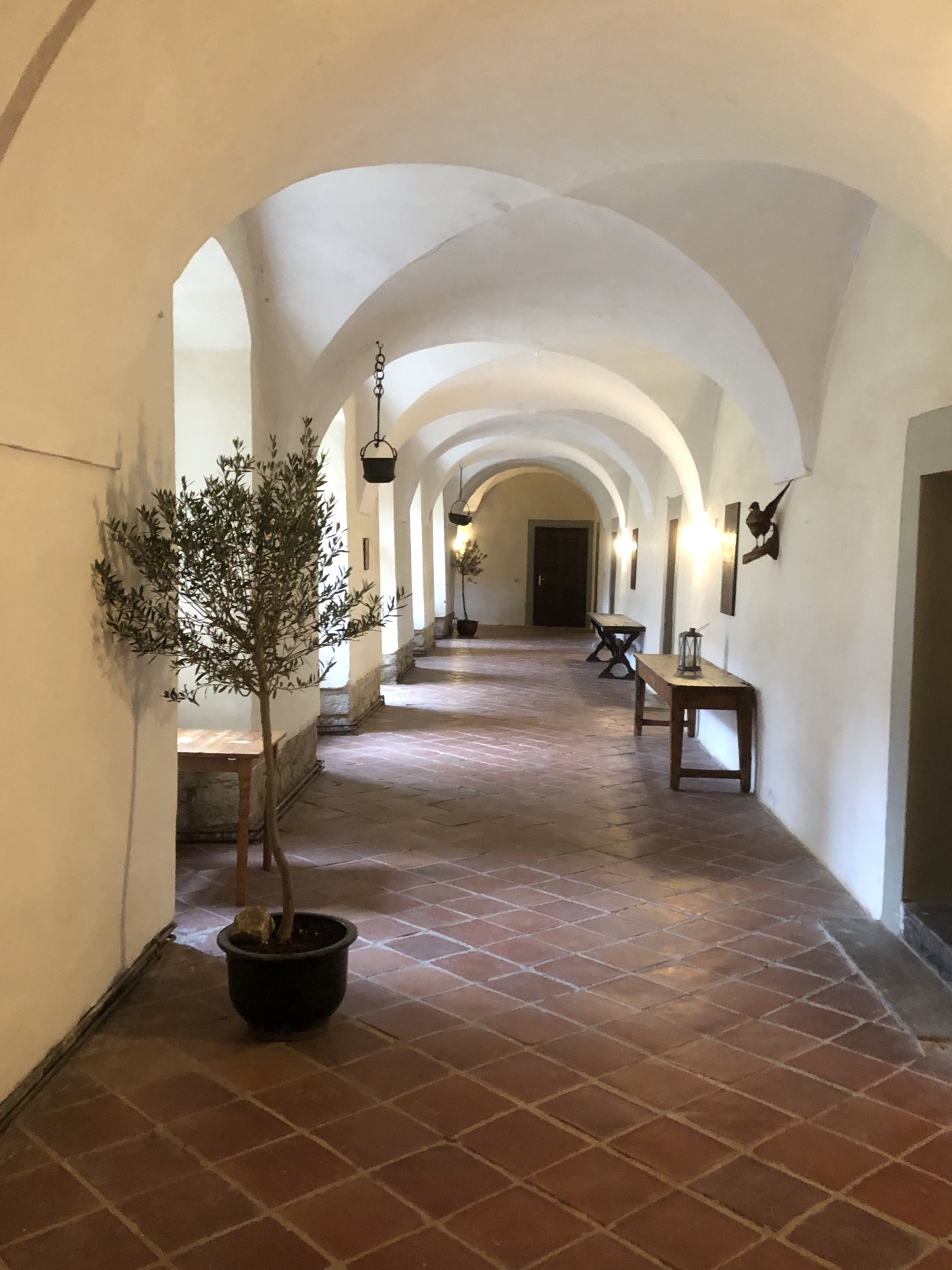
Blick von Süden in den östlichen, unteren Gang des Kreuzgangs, 2020

Die heute erhaltenen zweigeschossigen Klausurgebäude wurden 1705 und 1773 errichtet. Sie sind um einen quadratischen Innenhof angelegt. Die Fassaden sind entsprechend den Ordensregeln schlicht gehalten. Sie sind jeweils zwölfachsig ausgeführt und präsentieren sich zum Garten hin bruchsteinsichtig. Der südliche Flügel ist als Hauptfassade gestaltet und verputzt. Er wird an seinem West- und Ostende von den anderen Gebäudeflügeln etwas nach Süden überragt, sodass auf der Südseite des Komplexes ein Ehrenhof entsteht. Auf dieser Seite bestehen zwei Portale, von denen das östliche durch einen Schweifgiebel mit Wappenreliefs von 1774 besonders betont ist. Die Wappen beziehen sich auf das Kloster und die Bauherren Äbtissin Maria Josepha Schörbusch und Propst Ferdinand Schestag. Darüber hinaus bestehen dort Ohrenfaschen und ein Chronogramm.
Am Westflügel der Klausur befindet sich an der Außenseite ein auf die Jahre 1721 und 1724 datiertes Inschriftenrelief. Es verweist auf die Äbtissin Lutgarde Kragen und den Propst Bernhard Kombrinck. Im östlichen Flügel war die Klosterküche untergebracht. Teile der Ausstattung wurden im 19. Jahrhundert in repräsentativer Weise erneuert.
Der Kreuzgang des Klosters ist zweigeschossig angelegt, wobei er in der unteren Etage von einem Kreuzgratgewölbe überspannt wird.

### Wirtschaftshof

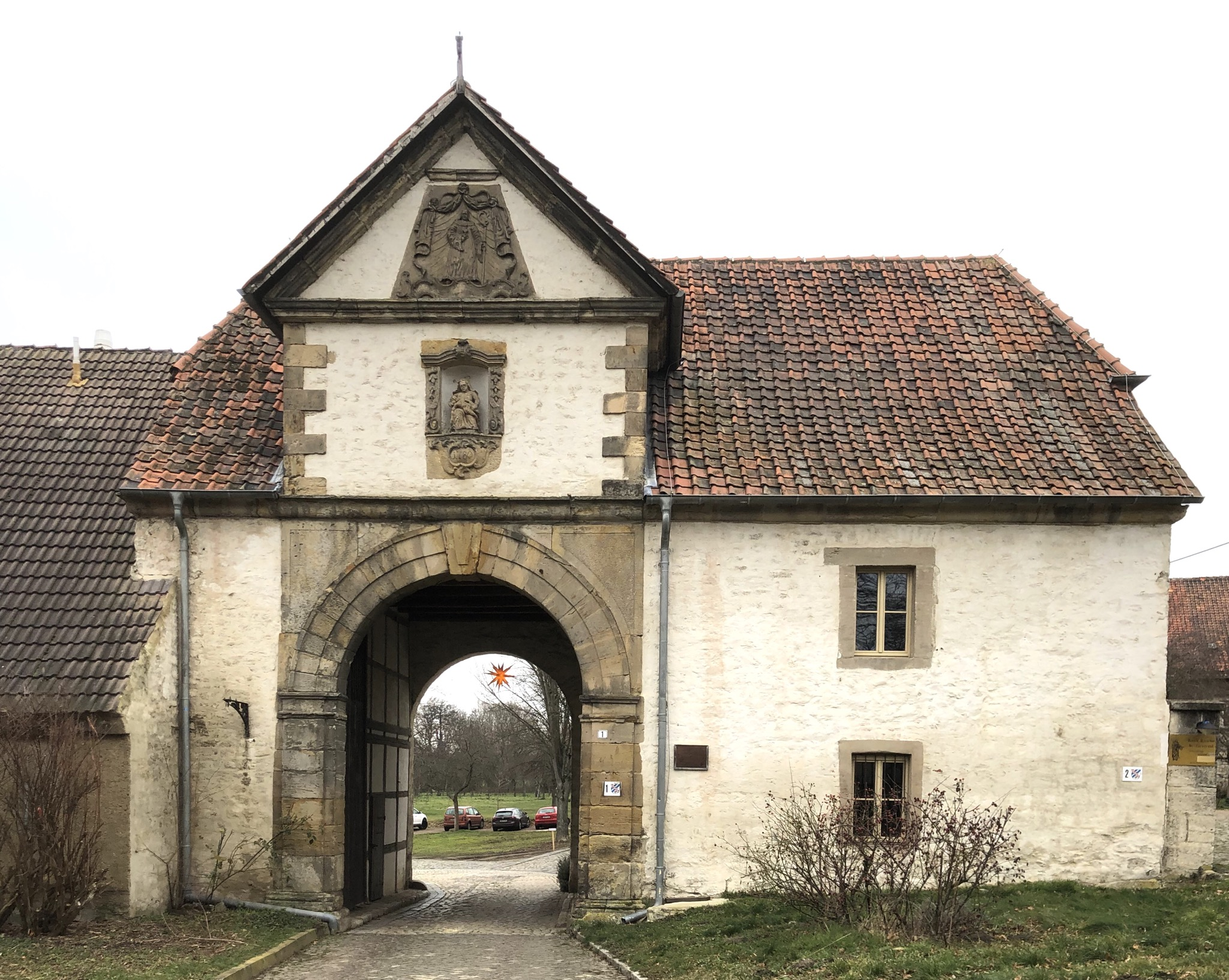
Torhaus, Außenseite

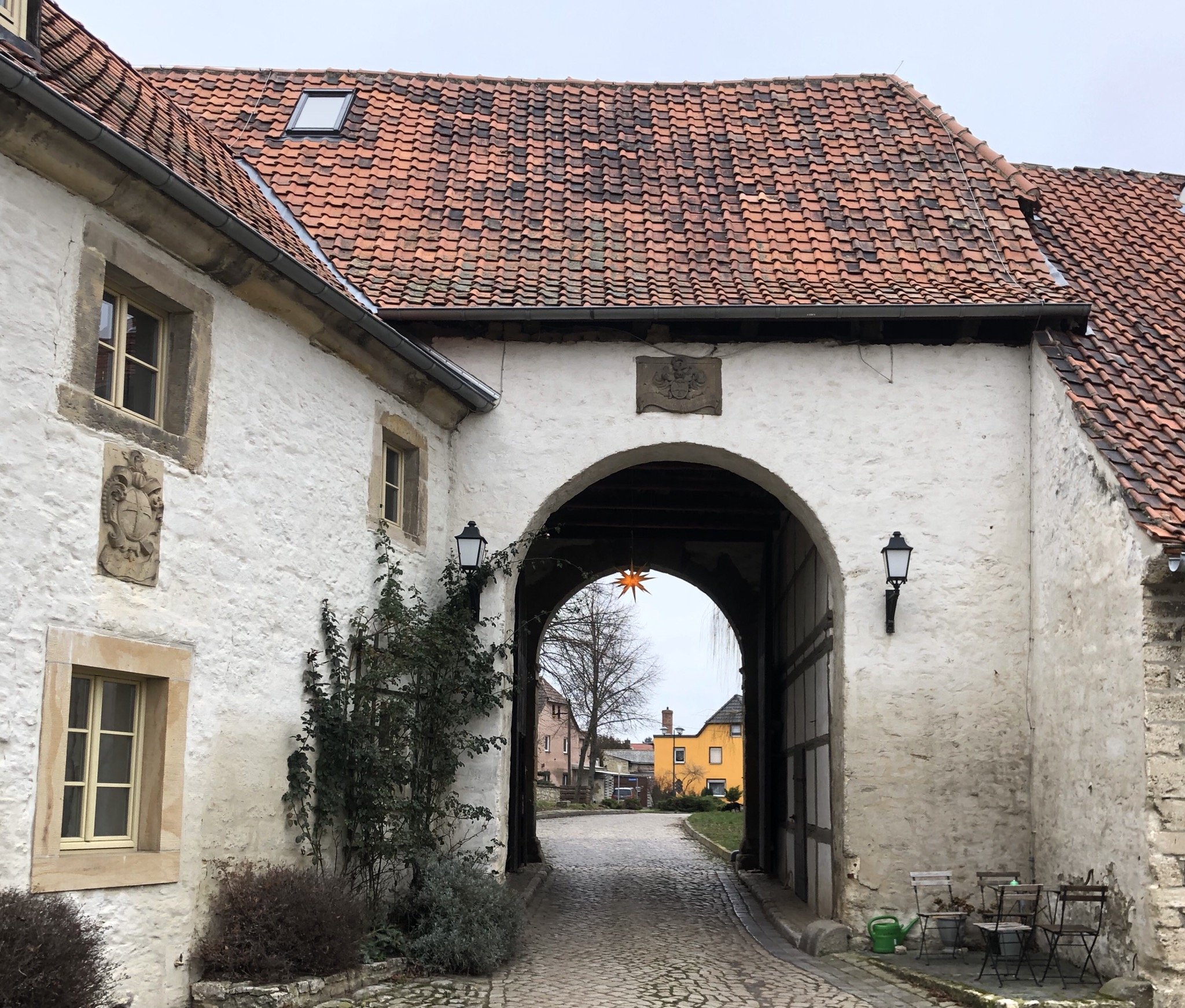
Torhaus, Innenseite

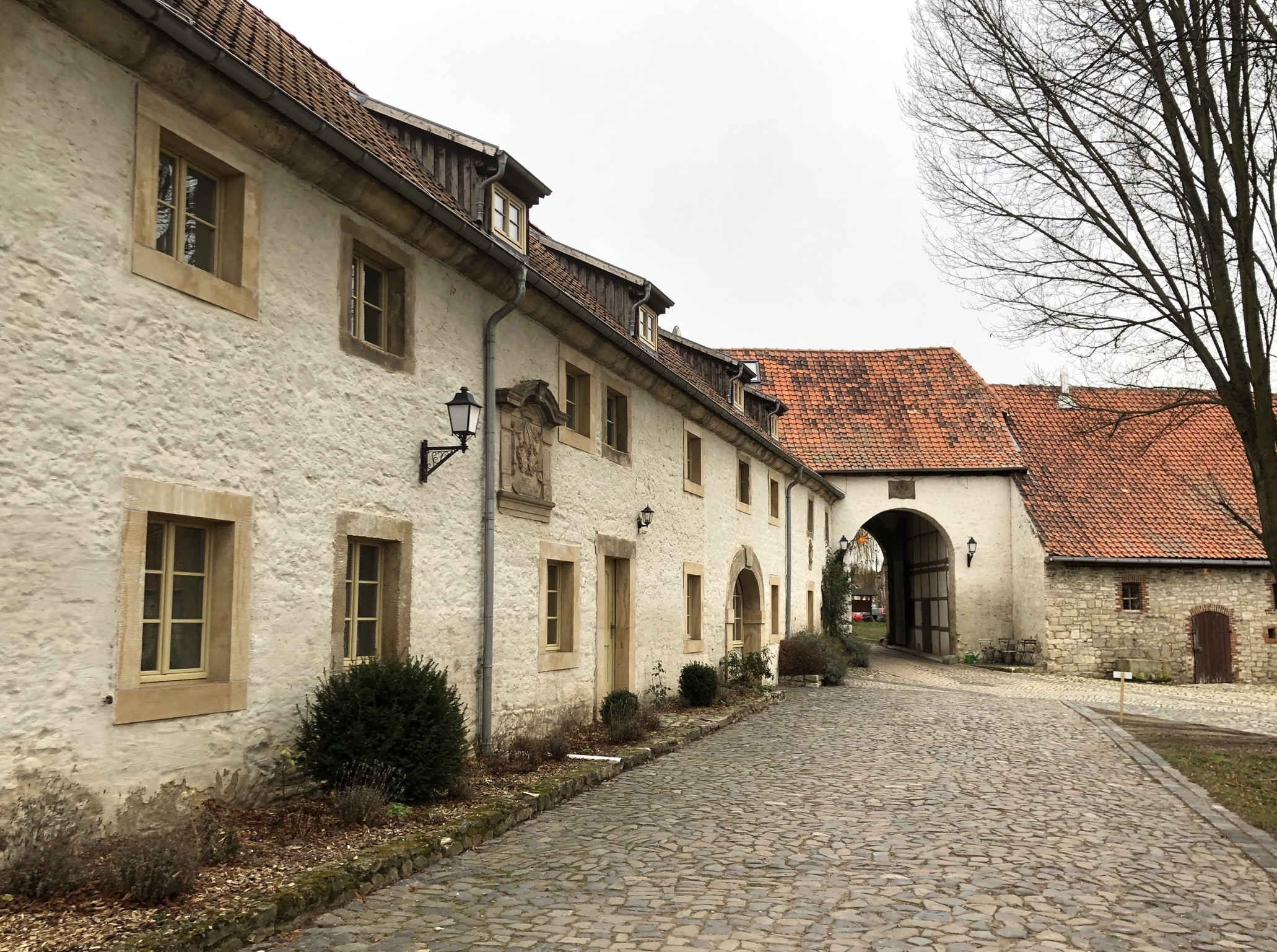
Nördliche Bebauung des Wirtschaftshofs

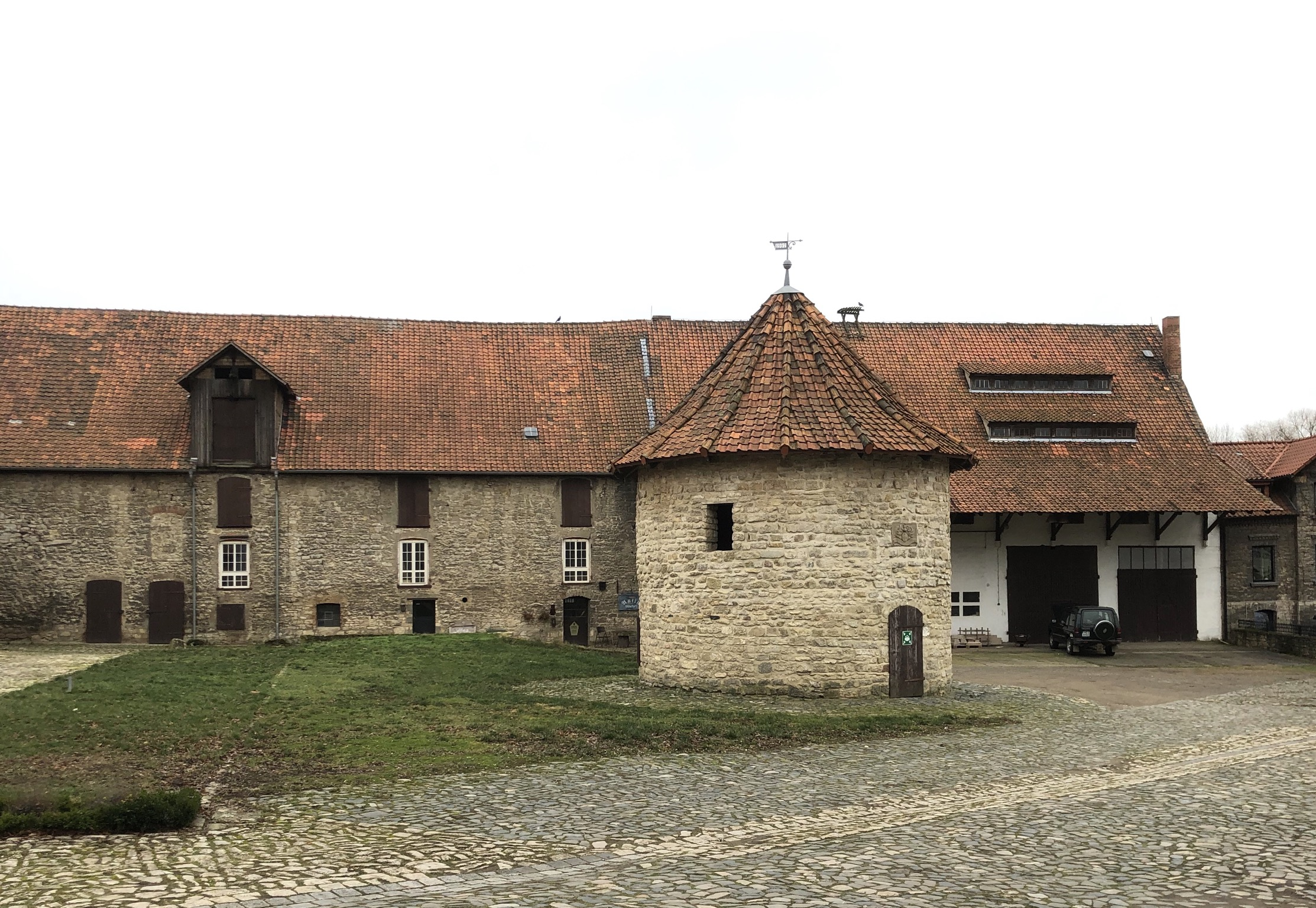
Wirtschaftshof mit Taubenturm, 2020

Südöstlich des Klausurkomplexes schließt sich der Wirtschaftshof an. Er besteht aus schlicht gehaltenen barocken Gebäuden, die in der Zeit zwischen 1705 und 1783 errichtet wurden. Im Jahr 1945 kam es zu teilweisen Zerstörungen.
Als Eingang zum Klostergelände besteht hier ein 1780 errichtetes Torhaus, durch das eine rundbogig überspannte Durchfahrt führt. Dominant ist ein großer Taubenturm, der 1994 grundlegend rekonstruiert wurde. Oberhalb der Durchfahrt besteht an der Außenseite nach Osten ein Zwerchhaus. Es ist mit einem kleinen Vesperbild versehen. Oberhalb des Versperbildes befindet sich eine Reliefdarstellung von Gertrud von Hakeborn, der ersten Äbtissin des Klosters. Über der zum Hof weisenden Westseite der Tordurchfahrt findet sich eine Darstellung des Wappens des Klosters.
Eine weitere Wappentafel aus dem Jahr 1705 befindet sich am nördlichen Trakt des Wirtschaftshofes. Sie zeigt die Wappen der Äbtissin Catharina Elisabeth Rihn und des Propstes Paul Barth. Darüber hinaus bestehen zwei Klosterwappen von 1753 und 1772. Ein Ordenswappen aus dem Jahr 1739 befindet sich als Relief am Eingang zum Klostergarten.
Westlich der Klausur ist das ehemalige Brau- und Backhaus freistehend erhalten. Es ist aus Bruchsteinen errichtet und mit einem großen Walmdach bedeckt. Auf der Südseite des Klosterhofs befindet sich der Rest der Klostermühle. Der zweigeschossige Bau ist ebenfalls aus Bruchsteinen errichtet.
Um 2014 wurden auf dem Hof errichtete Schuppen und Garagen abgerissen.

### Kirche

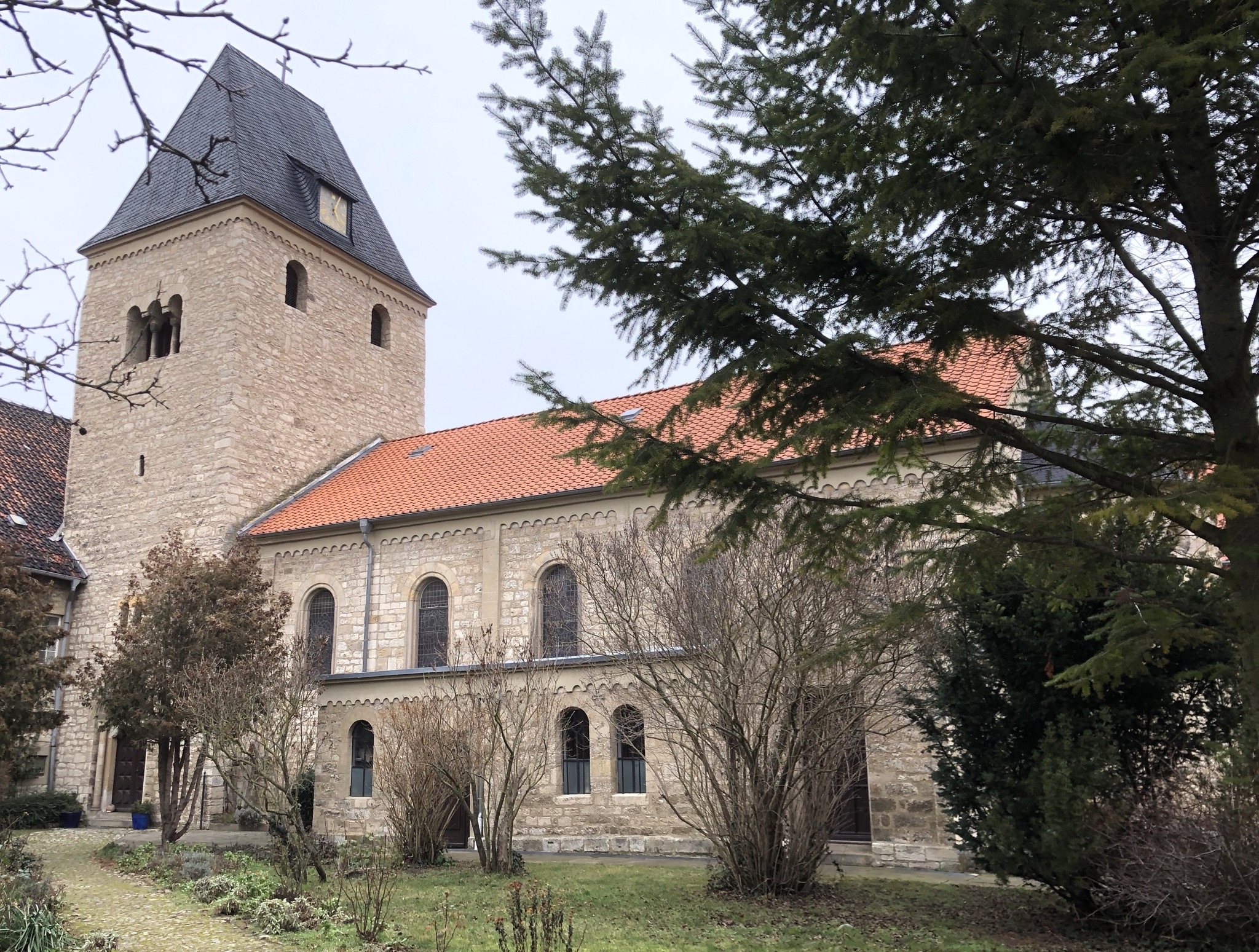
St.-Gertrud-Kirche, 2020

Die katholische St.-Gertrud-Kirche befindet sich östlich des Klausurkomplexes. Sie wurde 1846 als geostete Saalkirche im Stil der Neuromanik an der Stelle eines spätmittelalterlichen Vorgängerbaus errichtet. Am 25. August 1845 erfolgte die Grundsteinlegung, und am 20. Dezember 1846 wurde sie eingeweiht.
Der Vorgängerbau war nach der Säkularisation des Klosters 1810 im Jahr 1817 wegen Baufälligkeit geschlossen und später abgerissen worden. Nach der Schließung der Kirche wurde für die Gottesdienste der Pfarrei im Turm der Kirche die St.-Annen-Kapelle eingerichtet. Beim Abriss war behördlicherseits übersehen worden, dass die nächstgelegene katholische Kirche sich nicht im nahen Wegeleben, sondern im weiter entfernten Adersleben befand. Vor diesem Hintergrund wurde der Neubau durch den preußischen Staat finanziert, wobei vermutlich auch die Steine des Altbaus verbaut worden. Der Neubau ist etwa fünf bis sieben Meter kürzer, als das Vorgängergebäude. An der Ostseite befindet sich eine halbrunde Apsis. Auf der südlichen Seite entstand eine Sakristei. Beim Bau kamen sowohl Bruch-, Hau- als auch Werksteine zum Einsatz.
Der deutlich ältere Kirchturm befindet sich westlich des Schiffs, quer zu diesem, und stammt aus der Spätromanik. Er schließt unmittelbar am Klausurgebäude an und war wohl ursprünglich schon Teil einer Dorfkirche, die dem Kloster bei seiner Gründung zugeordnet wurde. Später gehörte der Turm zur Klosterkirche. Er ist aus Bruchsteinen erbaut, unverputzt und mit einem Rundbogenfries versehen. Die gekuppelten Klangarkaden sind dreiteilig als Rundbögen ausgeführt. Die Arkaden werden von Säulen mit Würfelkapitellen getragen. Auf der Südseite des Turms wurde im Zusammenhang mit dem Neubau des Kirchenschiffs 1846 ein Säulenportal eingefügt. In der Turmhalle befindet sich eine gusseiserne Ofenplatte aus der Zeit der Renaissance mit einer Darstellung der Anbetung der Hirten. Bedeckt wird der Turm von einer Turmhaube mit einem steil gewalmten Dach, die 1957 erneuert wurde.
Vor der Kirche steht ein Kreuz aus Kunstguss.
Ab dem Jahr 2000 fand eine Sanierung der Kirche statt.
Das Kircheninnere ist schlicht gehalten und mit einer flachen Sprengwerkdecke überspannt. Am Bogen oberhalb der Apsis befindet sich ein Relief aus der Zeit um 1700 mit einer Darstellung der Himmelfahrt Marias in einer Engelsglorie.
Der Altar geht auf den Barock zurück, wurde jedoch im Stil des Klassizismus umgestaltet und besteht neben einem Haupt- aus zwei Nebenaltären. Der Hauptaltar aus der zweiten Hälfte des 17. Jahrhunderts ist Tabernakel und stellt auf dem Altarblatt die Beweinung Christi dar. Bekrönt wird er von einer Gloriole sowie einem Kruzifix. Der nördliche Seitenaltar zeigt eine spätgotische Darstellung aus dem 15. Jahrhundert der Gottesmutter auf einer Mondsichel. An der Nordseite der Kirche befindet sich ein kleines geschnitztes Kruzifix, in spätromanischer Gestaltung im Dreinageltypus, das auf 1275 datiert wird. Neben dem Kruzifix befindet sich ein spätgotisches Vesperbild vom Anfang des 16. Jahrhunderts. Ein Gemälde aus dem 18. Jahrhundert findet sich an der Südwand der Kirche. Es zeigt die heilige Gertrud von Nivelles.
Die Kirche verfügt in ihrem Chor über farbige Glasfenster vom Ende des 19. Jahrhunderts, die vermutlich durch die Glasmalereianstalt Ferdinand Müller aus Quedlinburg geschaffen wurden. Sie stellen die Heiligen Antonius von Padua, Liborius und Gertrud von Helfta dar.
Die Orgel entstand in der Mitte des 19. Jahrhunderts. Sie verfügt über ein gestaffeltes Orgelprospekt im Rundbogenstil.
Im örtlichen Denkmalverzeichnis ist das Kloster unter der Erfassungsnummer 094 45468 als Baudenkmal eingetragen.